# Fortunáta
A Fortunáta a Fortunát férfinév női párja.

## Gyakorisága
Az 1990-es években szórványos név, a 2000-es években nem szerepel a 100 leggyakoribb női név között.

## Névnap
- április 23.[2]